# Galeries Lafayette (Angers)
Les Galeries Lafayette est un grand magasin d'Angers situé au 6 Rue d'Alsace dans le centre-ville d'Angers. Il appartient à la branche Galeries Lafayette/Nouvelles Galeries du Groupe Galeries Lafayette.
Le bâtiment se situe à l'angle de la rue d'Alsace et de la place du Ralliement. Il est accessible par la station Ralliement du tramway d'Angers.

## Histoire
Les Galeries Lafayette font suite à l'enseigne Nouvelles galeries le 6 septembre 1993. Le bâtiment des Nouvelles galeries a été inauguré le 6 avril 1901 à l'emplacement des jardins d'un hôtel de la place du Ralliement. C'est l'architecte Auguste Martin qui a conçu l'édifice sur les modèles des grands magasins parisiens avec pour plan central une vaste trémie ouverte par des balcons sur 3 niveaux. La façade donnant sur la rue d'Alsace est faite en grande partie d'une ossature métallique à la Eiffel. Le bâtiment respecte ainsi l'architecture haussmannienne fréquente dans le centre-ville d'Angers à cette époque. Certaines modifications architecturales ont été apportées par les architectes Léon et Marcel Lamaiziere en 1903.
En 1916, il se situe entre le Grand-Hôtel et la rue des Angles. Une première extension est faite avec l'annexion du petit théâtre music-hall appelé Frantaisies angevines. En 1919, une deuxième extension est prévue sur le Grand Hôtel du Ralliement. Après quelques difficultés, les travaux débutent à l'automne 1926 avec le ravalement des façades du Grand-Hôtel. Le gros œuvre est réalisé de janvier 1927 à juin 1928. L'extension des Nouvelles galeries est inauguré le 14 mars 1929.
Le magasin sera rénové de 1966 à 1967 avec l'ajout d'une épicerie fine au sous-sol d'une superficie de 700 m2. Des escaliers mécaniques sont installés. La superficie passe à 5 700 m2. En 1991, la société des Nouvelles galeries est rachetée par les Galeries Lafayette. Le magasin d'Angers est l'un des premiers à avoir bénéficié d'un lifting avant l'ouverture le 6 septembre 1993.
En 2007, quelques travaux ont eu lieu, la surface alimentaire y est supprimée.
Depuis 2007, le magasin est porté sur la mode. On y trouve des vêtements et fragrances de qualité, des bijoux et maroquinerie de luxe.
En mai 2022, le magasin est repris par la Société des Grands Magasins (SGM).
En novembre 2024, un café est installé au rez-de-chaussée. Nommé SGM Family, il est proposé des boissons chaudes et froides, bières, vins ainsi que des desserts.

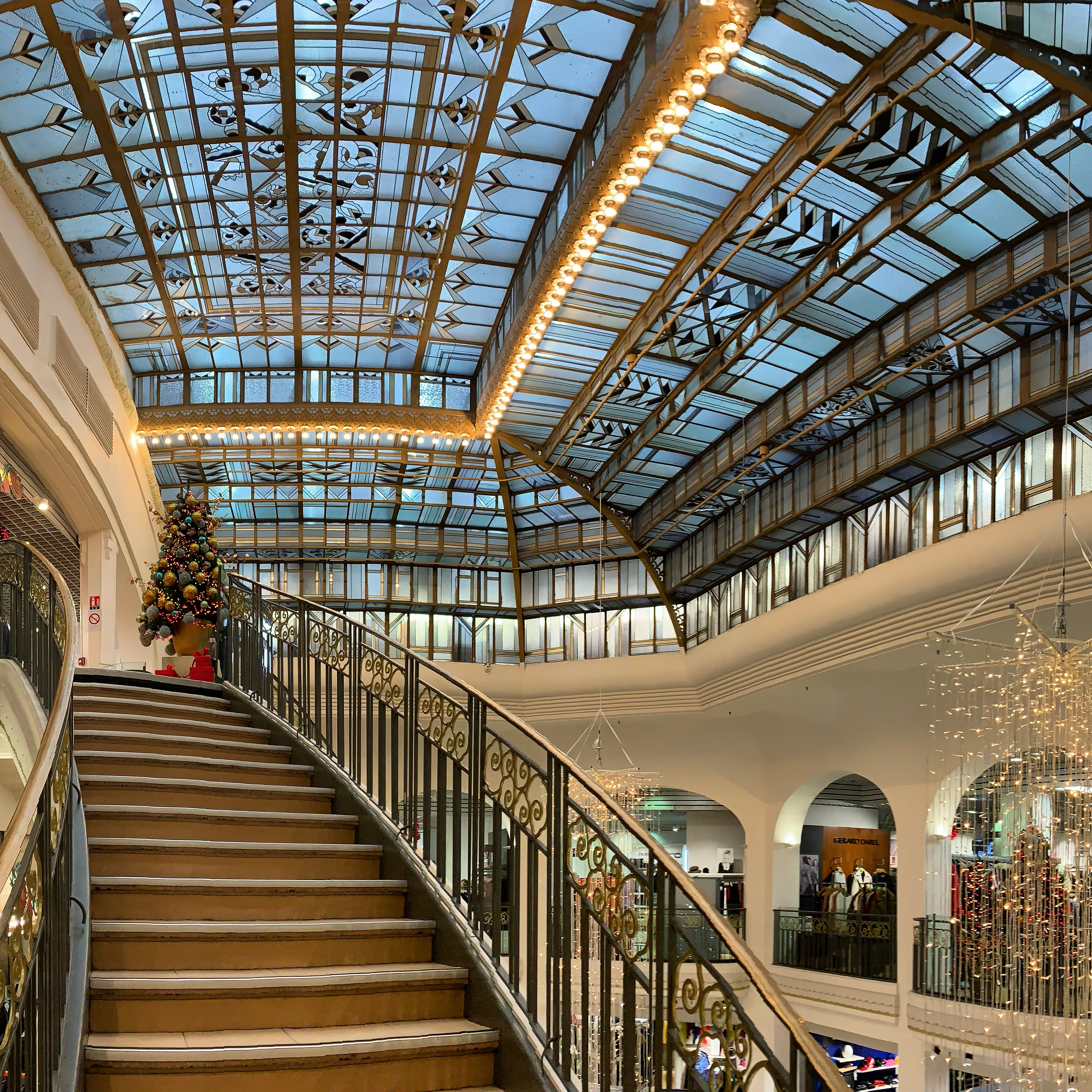

## Galerie

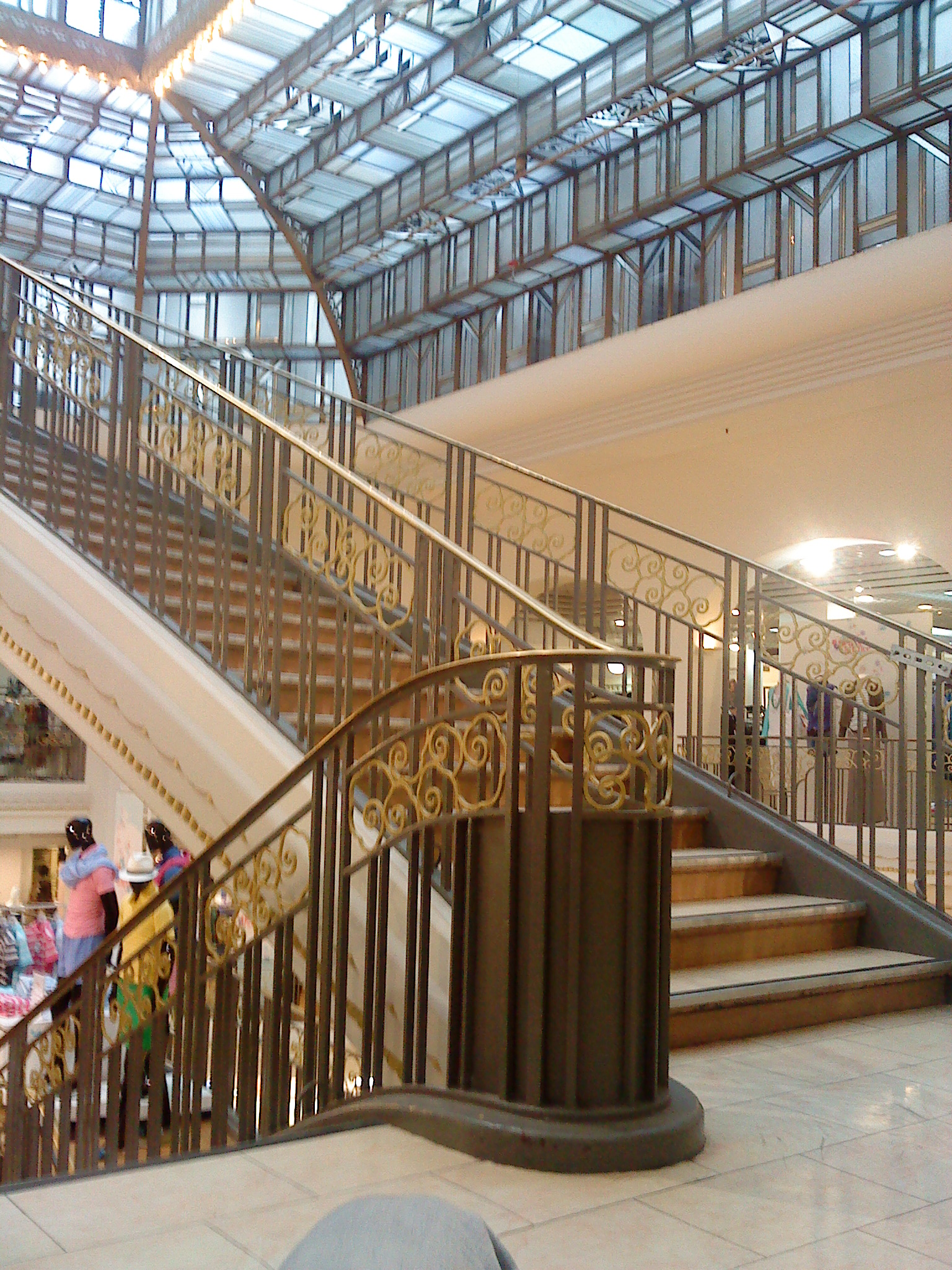
Grande verrière
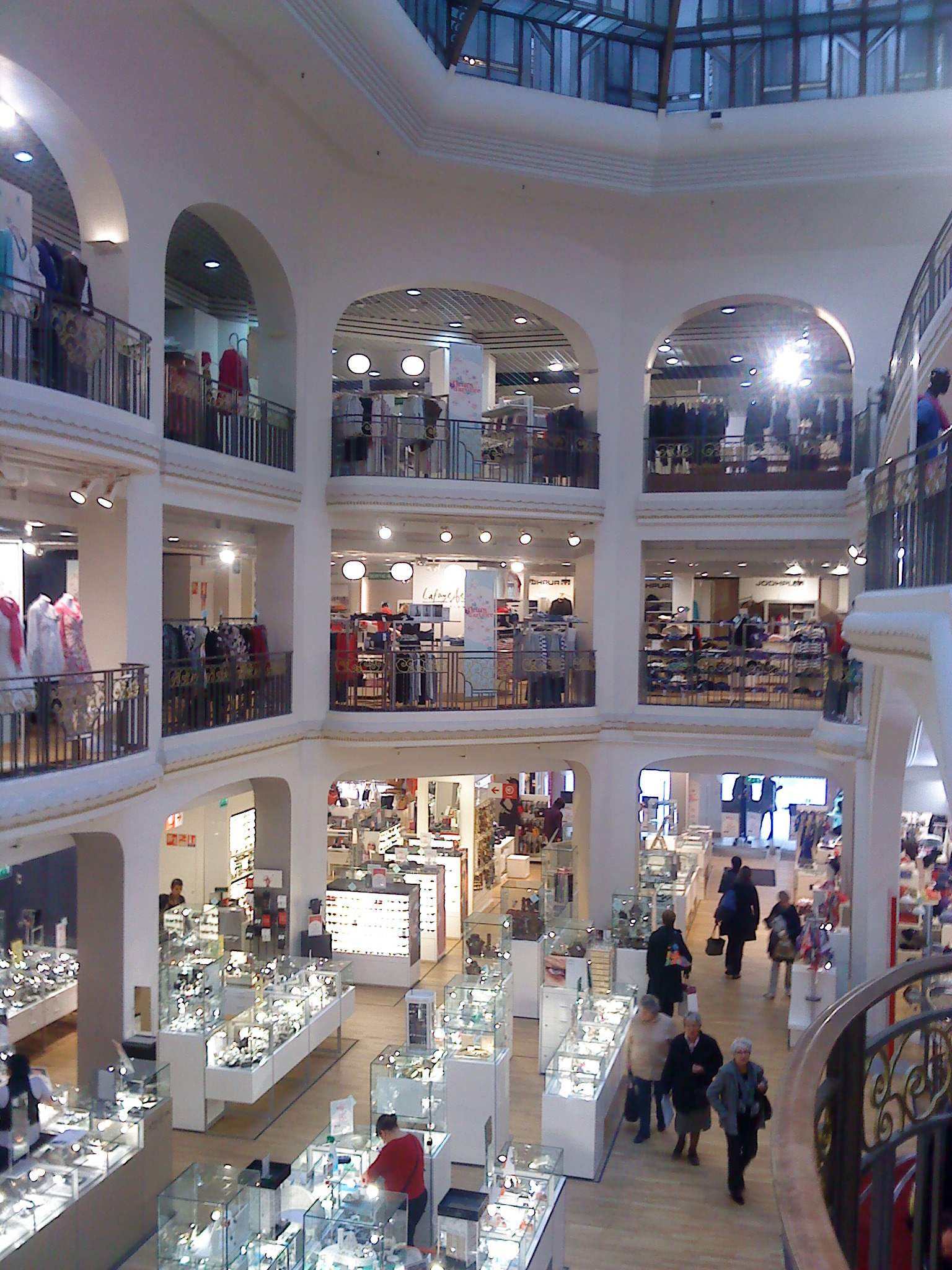
Vue générale d'intérieur des galeries